# 동래 장관청
동래 장관청(東萊 將官廳)은 부산광역시 동래구 수안동에 있는 조선시대의 건축물이다. 1972년 6월 26일 부산광역시의 유형문화재 제8호 '장관청'으로 지정되었다가, 2015년 3월 18일 '동래 장관청'으로 문화재 명칭이 변경되었다.

## 개요
이 건물은 조선후기 동래부 청사 건물의 하나로 이곳 군장관(軍將官)들의 집무소였다.
동래부는 일본과 인접하고 있는 국방상의 요충이었다. 1655년(효종 6)에 독진(獨鎭)으로 승격하였다. 군사상의 지위가 강화됨에 따라 군관의 기관이 설치되었다. 부사의 경찰과 군사적인 속료에 군교(軍校)가 있다. 군교는 장관(將官), 군관(軍官), 포교(捕校)를 말한다.
1669년(현종 10)에 동래부사 정석(鄭晳)이 창건한 후, 숙종 연간에 두 차례 중건되었다. 1706년(숙종 32) 동래부사 황일하(黃一夏)가 향청(鄕廳)이 있었던 지금의 위치로 이건하였다.
건물의 양식은 정면 7칸, 측면 2칸 규모의 ‘ㄱ’자형으로 도리 끝에 접시받침을 한 집이다. 처마는 부연(浮椽)이 있는 겹처마이며, 지붕은 팔작(八作)지붕이다. 부속된 행랑은 정면 7칸, 측면 1칸의 민도리집이다.
이 건물은 우리 고장에 남아 있는 조선 후기 관아 건물로 당시의 건축 양식을 엿볼 수 있는 가치를 지니고 있는 집이다. 그러나 여러 차례에 걸친 구조의 개조와 무리한 맞춤으로 변형이 심하여 1998년 전면 해체․복원하였다. 현재 동래기영회(東萊耆英會)에서 관리․사용하고 있다.

## 참고 자료
- 동래 장관청 - 국가유산청 국가유산포털